# Guangfu
Guangfu es una ciudad en el distrito de Yongnian, Handan, Hebei, China. El mismo comprende la Ciudad Antigua de Guangfu, una muy destacada atracción turística en la que se ha preservado la apariencia, arquitectura, muros y foso de una población china de la era Ming.

## Geografía
Guangfu se encuentra emplazada en el centro del pantano de Yongnian en las estribaciones occidentales del distrito de Yongnian de Handan.

## Historia

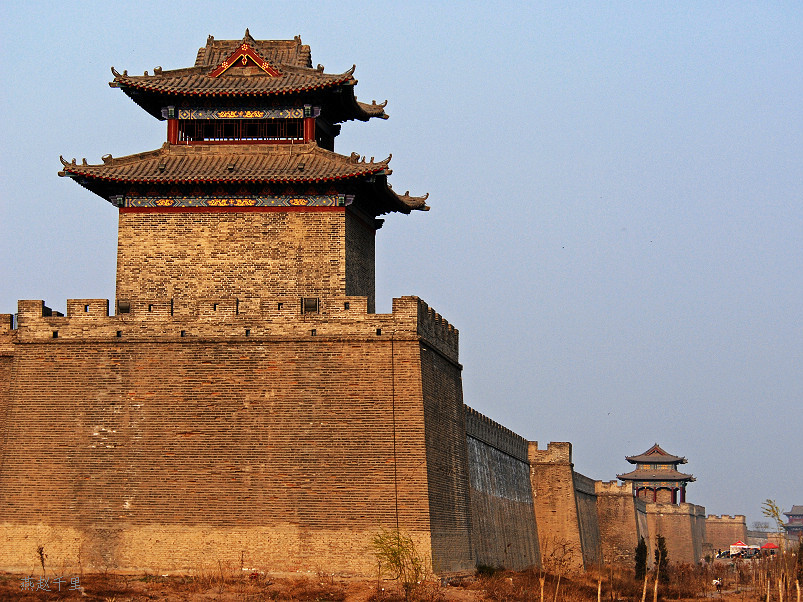
Una de las torres de estilo Ming en las fortificaciones de la ciudad.

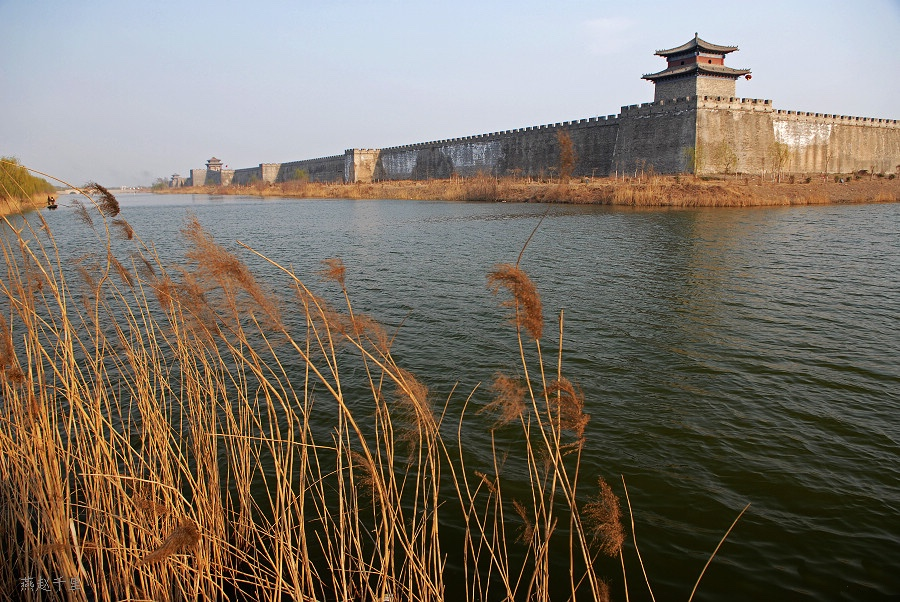
Muros de la ciudad

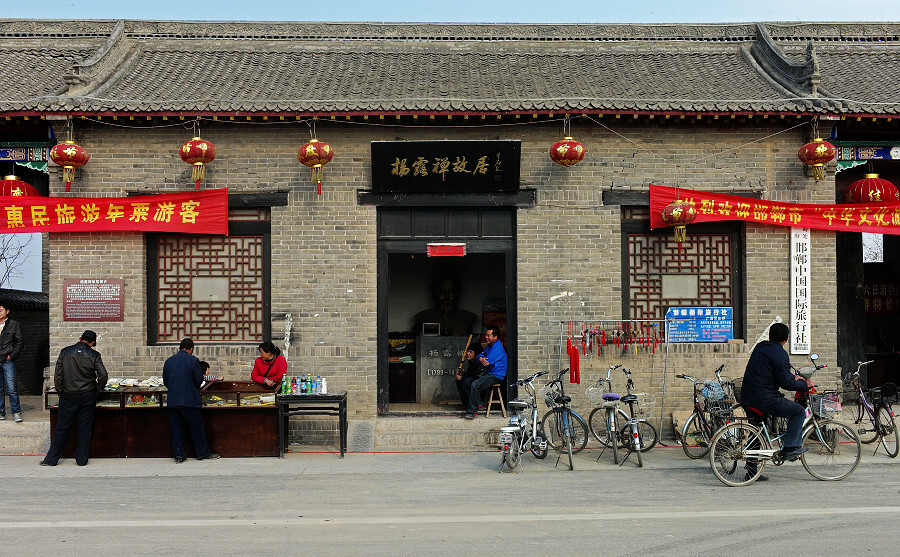
Antigua residencia del afamado maestro de Tai Chi Yang Luchan.

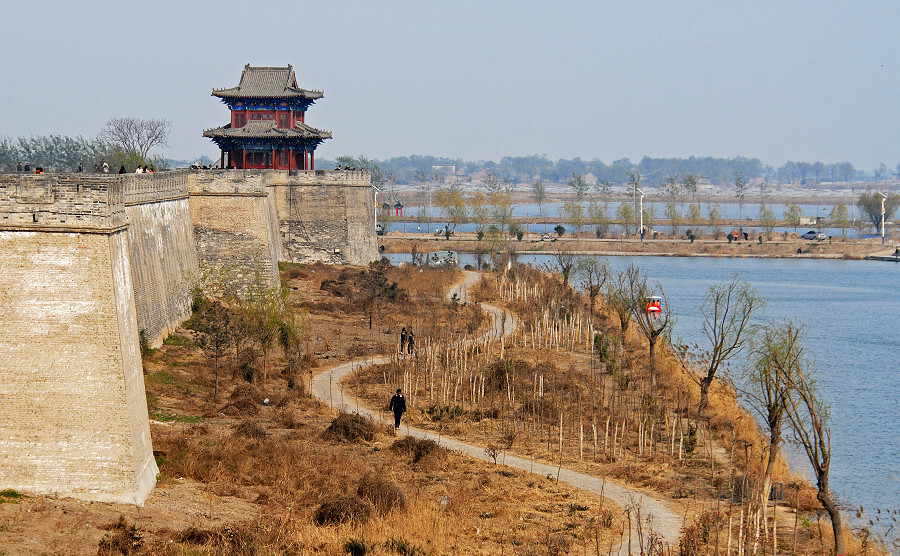
Gente paseando por el entorno de las murallas

La zona en las inmediaciones de Guangfu ha sido un pantano según indican los registros más antiguos. Los orígenes de Guangfu se remontan al Período de Primaveras y Otoños hacia el siglo VI a. C.. Fue parte del estado Jin durante la  dinastía Zhou, y parte del estado de Zhao durante el período de los Reinos combatientes. Durante la dinastía Qin, fue parte de la comandancia Handan.
Durante la caída de la Sui, fue la capital del breve  "Principado de Xia" de Dou Jiande luego que él la conquistara en el 619. Por esa época, la ciudad se encontraba sobre la ruta principal desde el sur del río amarillo hacia el noreste hasta Youzhou (hoy Beijing) y Corea. Cuando Dou capturó Li Shentong (李神通), el Príncipe de Huai'an, el descendiente Tang fue mantenido prisionero en la prisión de Guangfu. Cuando Dou fue capturado en el 621 en la Batalla de Hulao, unos cientos de hombres de su caballería escaparon hacia su capital, saquearon el tesoro, y luego rindieron la ciudad al victorioso ejército Tang. Luego que Dou fuera ejecutado en Chang'an, Liu Heita su oficial de caballería se levantó en armas nuevamente, desafiando a los Tang cerca de Guangfu a finales del 621 con ayuda túrquica. Luego ocupó la ciudad y la convirtió en su capital, proclamando el "Principado de Handong". Li Shimin, el futuro Emperador Taizong, lo venció mediante la construcción de un dique en el río Ming y luego al destruirlo producir una inundación que barriera con el ejército de Handong. Liu logró regresar al campo con más ayuda túrquica pero nuevamente fue derrotado. Fue ejecutado en la plaza del mercado de Guangping en el primer mes del año 623.
Las murallas actuales de Guangfu comenzaron siendo taludes de tierra durante los siglos Tang (VII al IX) y se reconstruyeron con cemento bajo el gobierno Yuan (siglos XIII y XIV) y Ming (siglos XIV al XVII).
Durante el siglo XIX, durante la dinastía Qing, alojó a Yang Luchan y Wu Yuxiang, los fundadores de los estilos de taichí Yang y Wu, dos de las escuelas más importantes de taichí del mundo. La Misión Chihli del Sur de Horace William Houlding inauguró una iglesia protestante en la ciudad en  1905. La cual inicialmente estuvo bajo la dirección de  Katharine Ewald.
La zona histórica que comprende 1.5 km² dentro de los muros de la ciudad ha sido renovada desde que China se ha abierto, de forma que el pueblo tome el aspecto que tuvo durante la dinastía Ming. Las que fueran las casas de Yang y Wu han sido convertidas en museos públicos dedicadas a sus vidas y las escuelas de taichí. El pueblo ha sido identificado como una atracción turística AAAAA por el Ente Nacional de Turismo de China en el 2017.